# 日本インドネシア法律家協会
日本インドネシア法律家協会（にほんインドネシアほうりつかきょうかい、インドネシア語：Perhimpunan Praktisi Hukum 
Indonesia-Jepang, PPHIJ、英:  Japan-Indonesia Lawyers Association, JILA 、）は、日本及びインドネシアの法学者・法律家等を対象とした団体で日本とインドネシアの法学の研究者、法律実務家その他裁判・仲裁・ADRに関心を有する者の相互の協力を促進し、学問および実務の発展に寄与することを目的としている。

## 概要
2011年8月より数度の設立準備会合を経て2012年(平成24年)8月創設。日本とインドネシアの法学の研究者、法律実務家その他裁判・仲裁・ADRに関心を有する者の相互の協力を促進し、学問および実務の発展に寄与することを目的としている。毎年8月に年次総会を開催する他、随時臨時総会や分科会も開催されている。東京の矢吹法律事務所に事務局を置き、同事務所所属の職員が事務的作業に携わることが多い。

## 総会
総会はジャカルタで年に一回（8月頃が目安）行われている。将来的には日本とインドネシアで相互に開催される見通しである。

## 役員等
- 2012年8月選任
  - 理事長は草野芳郎（学習院大学法学部）（元広島高裁判事）
  - 副理事長はヒクマハント(Hikmahanto Juwana)（インドネシア大学法学部）（元同大学法学部長）
  - 理事には稲葉一人（中京大学）（元大阪地裁判事）などがいる。
  - 日本側顧問は原田明夫（元検事総長）
  - インドネシア側顧問はアブドゥル・ラフマン・サレ(en:Abdul Rahman Saleh (prosecutor))（元検事総長・元最高裁判事・元デンマーク大使）

## 会員資格
会員は、総会において発表、機関メールへの投稿、理事選挙へ投票ができる。
会員として、入会するための最低限の条件は、
- 法学の研究者または法律実務家または裁判・仲裁・ADR に関心を有する者であること
- 理事会による入会認定（慣例上は理事の一人の推薦があれば入会が認められている。）
- 日本インドネシア法律家協会の発展のために積極的な役割を果たす意欲を持っていること

である。

## 著名な会員
デニー・インドラヤナ(id:Denny Indrayana)インドネシア法務人権副大臣が入会していることが知られている。